# Stephen Street
Stephen Brian Street (* 1960 in London) ist neben Hugh Jones, John Leckie und Nigel Godrich einer der einflussreichsten Produzenten im Bereich des (vornehmlich britischen) Gitarren- und Indiepops. Street produzierte nicht nur eine Reihe von LPs der vielleicht wichtigsten britischen Band der 1980er Jahre, The Smiths, sowie die erste Morrissey-Solo-LP, sondern arbeitete in den 1990er Jahren sehr lange und sehr eng mit der Band Blur zusammen. Darüber hinaus produzierte er The Cranberries und - in den vergangenen Jahren - die Kaiser Chiefs.
Mit einigen Bands beschränkte sich die Zusammenarbeit entweder auf Singles oder auf einzelne LP-Stücke. Mit Idlewild beispielsweise wollte Street 2002 die LP The Remote Part aufnehmen, was aber nicht gelang (die Band entschied sich nach den Probeaufnahmen für Lenny Kaye und ließ nur ein von Street produziertes Stück übrig). 1986 hatte sich das Gleiche mit der ersten LP von Primal Scream ereignet, die damals noch eine typische C86-Band waren. Sie verwarfen die ersten Aufnahmen von Sonic Flower Groove, die sie mit Street gemacht hatten, und ließen die Platte von Mayo Thompson produzieren.

## Album-Produktionen (Auswahl)
Die folgenden Alben hat Stephen Street entweder allein oder teilweise produziert.

### Babyshambles
Pete Dohertys Band gelang mit diesen Alben, die von Street produziert wurden, der Sprung in höhere Chartregionen.
- 2007: Shotter’s Nation
- 2013: Sequel to the Prequel

### Blur
Street galt lange Zeit als der Hausproduzent der Band. Ihre größten Erfolge feierten Blur in der Zeit, in der Street ihren Sound prägte (insbesondere 1994–1997). Anlässlich des 2015 erschienenen Albums The Magic Whip arbeitete Street wieder mit der Band zusammen.
- 1991: Leisure
- 1993: Modern Life Is Rubbish
- 1994: Parklife
- 1995: The Great Escape
- 1997: Blur
- 2015: The Magic Whip

### Bradford
Bradford waren in den späten 1980er Jahren für eine kurze Zeit Morrisseys erklärte Lieblingsband und bekamen daher viel Aufmerksamkeit. Street produzierte ihr Debütalbum.
- 1990: Shouting Quietly

### Catatonia
Die Debüt-LP, bevor Catatonia größeren Erfolg mit der Single Mulder & Scully hatten, produzierte u. a. Street. 
- 1996: Way Beyond Blue

### Graham Coxon
Nach Coxons Ausstieg bei Blur (2002) kam es zu einer Erneuerung der alten Kontakte zwischen dem Gitarristen und Street.
- 2003: Happiness in Magazines
- 2006: Love Travels at Illegal Speeds
- 2009: The Spinning Top

### The Cranberries
Street produzierte die erfolgreichsten Alben der Band. Nach einer längeren Pause kam er 2001 wieder zum Zug und war auch Produzent zweier Lieder der Zusammenstellung Stars - The Best of the Cranberries 1992-2002
- 1992: Everybody Else Is Doing It, So Why Can’t We?
- 1994: No Need to Argue
- 2001: Wake Up and Smell the Coffee

### Stephen Duffy
Street war an den ersten beiden LPs von Stephen Duffy, der nebenher bei The Lilac Time Gitarre spielt und als Leadsinger tätig ist "nur" beteiligt. Die 1998er Produktion übernahm er dann selbst.
- 1985: The Ups and Downs
- 1986: Because We Love You
- 1998: I Love My Friends

### The Durutti Column
Wie The Smiths aus Manchester stammend, machte Vini Reillys The Durutti Column instrumental geprägte, sehr gitarrenlastige Stücke. Reilly war auch Gitarrist auf Morrisseys Debüt Viva Hate.
- 1987: The Guitar and Other Machines
- 1990: Vini Reilly

### Kaiser Chiefs
Beide LPs der in Großbritannien äußerst erfolgreichen Rockband produzierte Street in Zusammenarbeit mit dem vor allem in der Madchester-Phase sehr gefragten Tontechniker Cenzo Townshend.
- 2005: Employment
- 2007: Yours Truly, Angry Mob

### Morrissey
Auf Morrisseys Debütalbum hatte Street nicht nur die Musik geschrieben, sondern auch noch Bass und Gitarre gespielt. Vini Reilly, der Gitarrist von The Durutti Column, spielte hier Gitarre. 
- 1988: Viva Hate

### The Promise Ring
Streets solide Produktionsarbeit hatte sich auch in den USA herumgesprochen. Dies war die vierte Platte der Gruppe, die sich bald darauf auflöste.
- 2002: Wood/Water

### The Pretenders
- 1994: Last of the Independents
- 1999: Popstar

### Shed Seven
Shed Seven, die vom NME anfangs hochgelobte, später oft geschmähte Band, ließ ihr drittes Album von Street produzieren. Er verordnete ihnen einen raueren Klang als auf den vorhergehenden Veröffentlichungen. 
- 1998: Let It Ride

### Sleeper
Sleeper war eine Mitte der 1990er Jahre in Großbritannien recht erfolgreiche Britpop-Gruppe, die alle ihre Alben von Street produzieren ließ. 
- 1995: Smart
- 1996: The It Girl
- 1997: Pleased to Meet You

### The Smiths
Nach der ersten, von John Porter produzierten Platte The Smiths (1984) übernahm Street die Produktion und erlebte nicht nur die Zeit des von den meisten als schöpferischer Höhepunkt der Band bezeichneten Albums The Queen Is Dead, sondern auch die von Auseinandersetzungen geprägten Aufnahmen zur letzten LP.
- 1985: Meat Is Murder
- 1986: The Queen Is Dead
- 1987: Strangeways Here We Come

### Suede
Suedes Abschiedsalbum wurde von Street und John Leckie gemeinsam produziert.
- 2002: A New Morning